# Синантропізація
Синантропізація — пристосування організмів до проживання в різко перетворених людиною місцях, аж до населених пунктів і людських осель.
Синантропізація (антропогенізація) ландшафту — процес зміни ландшафту в результаті людської діяльності: збільшення числа видів бур'янів, культурних рослин, обумовлене наслідками заповідання.
Синантропізація флори — проникнення в місцеву флору видів, занесених людиною.